# 楊百翰大學
杨百翰大学（英語：Brigham Young University，縮寫BYU）成立于1875年，为耶稣基督后期圣徒教会在美國犹他州普若佛建立的一所私立研究型大學，以後期聖徒教會第二任总会长杨百翰命名。這所大學是美國最大的宗教大學，也是美國第三大私立大學。大學所在地普若佛市被評為美國最安全的城市。
楊百翰大學學生人口統計有95％來自美國， 5％來自國際105個國家，35％来自猶他州，11％来自加州，5％来自愛達荷州，5％来自亞利桑那州，5％来自德克薩斯州。多數的學生都是後期聖徒教會的成員。該大學的學生被要求遵守榮譽規章，即與LDS教義所規定的行為一致（例如：學術誠信、著裝守則、不能有婚前性行為、拒絕毒品、咖啡因飲品和酒精消費）。63%的男生和20%的女生會在學習期間抽出時間來做傳教士，男生一般为教会服务两年，女生一般为教会服务一年半，即18个月。在這一期間大約31%的學生都會選擇參加外國語課程，因此楊百翰大學或許是美國擁有會多國語言學生最多的大學。在這裡的教育費一般也比其他私立大學低，因為很大一部份開支都是由後期聖徒教會十一奉獻的捐助來支持的。
杨百翰大学提供包括通识教育、工程学、农学、管理学和法学在内的各种专业。学校普罗沃主校区下分为11个学院或学部，学校关注于本科教育179個本科專業課程，与此同时也有68个硕士项目和26个博士项目。其中部分学院和学部有其自己的招生录取标准。
杨百翰大学的管理机构教会教育系统也同时赞助其他三所分校，一所楊百翰大學夏威夷分校位于夏威夷州，一所楊百翰大學愛達荷分校位于爱达荷州，另一所LDS Business College位于盐湖城市中心。

## 院系設置
生命科學學院、教育學院、工程和技術學院、家政和社會科學學院、美術和傳播學院、人文學院、圖書館和信息科學院、護理學院、物理學和數學學院、體育學院、法學院、商學院、管理學院。

### 學士專業
會計、航空宇宙研究、人類學、生物學、化學工程、化學和生物化學、土木工程、傳媒、電腦科學、舞蹈、經濟學、電子和電腦工程、英語、語言學、商務管理、數學、機械工程、音樂、哲學、護理、營養學、政治科學、心理學、社會學、美術、地理、健康科學、歷史、古典學、信息系統，國際發展、國際關係、統計學、信息技術、戲劇、視覺藝術。

### 碩博士專業
會計、營養學、農學、人類學、藝術教育、生物化學、生物科學教育、生物學、MBA、化學工程、化學、土木工程、法律、電腦科學、電子和電腦工程、食物科學、地質學、歷史、信息系統管理、信息技術、法律、語言學、數學、機械工程、音樂、物理、產品設計、心理學、公共管理、公共衛生、公共政策、特殊教育、技術、戲劇。

## 學校聲譽
2019《富比士》全美最高性价比(Best Value)大學被評為第1名。
2019《美國新聞與世界報道》（U.S. News）排名給予楊百翰大學「全美綜合大學第66名」，會計專業被評為全美第2名。
2018《富比士》全美最高性价比(Best Value)大學被評為第3名。
2018《美國新聞與世界報道》（U.S. News）排名給予楊百翰大學「全美綜合大學第62名」，其中會計專業被 BusinessWeek 評為全美第1名，U.S. News評為第7名 ，「最佳圖書館」排名全美第20名，人力資源管理專業第27名，戰略管理專業排名第27名，美國研究生商科排名第27名，法學院被評為第36名。學校在《美國新聞與世界報導》的評選中超過哈佛大學成為「最受美國學生和家長歡迎的美國大學」第1名。

## 外部連結
- 官方網站 （页面存档备份，存于）
- 官方競技體育網站
- BYU插圖版歷史 （页面存档备份，存于）
- BYU組織結構的演進

40°15′N 111°39′W / 40.250°N 111.650°W